# Munkaþverá

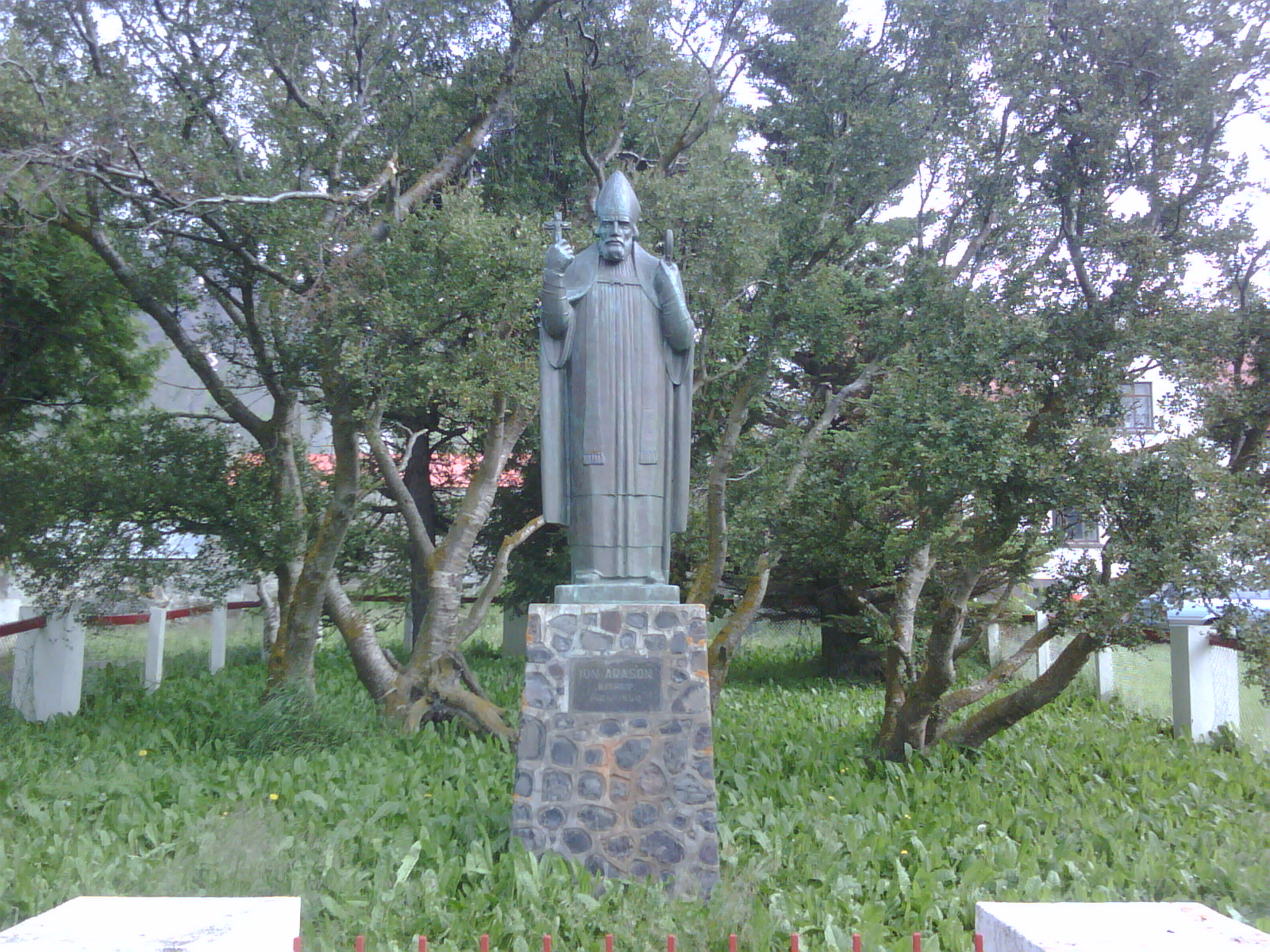
Jón Arasons staty i minneslunden utanför kyrkan i Munkaþverá.

Munkaþverá var ett benediktinerkloster vid Eyjafjorden på norra Island i nuvarande Eyjafjarðarsveit nära Víga-Glúms forna släktgård vid þverá. Klostret grundades 1155 av biskop Björn Gilsson i Hólar och övergavs i samband med reformationen 1550. Dess förste, och troligen mest kände, abbot var Nikulás Bergsson, som skrev Leiðarvísir og borgarskipan: en guidebok rörande pilgrimslederna från norra Europa till Rom och Jerusalem. En annan framstående abbot från Munkaþverá var Bergr Sokkason, som på 1300-talet var en av centralgestalterna i den nordisländska benediktinerskolan  (Norðlenski Benediktskólinn) och en av de få sagaskrivare som kan identifieras med namn.
År 1402 drabbades klostret svårt av pesten och stod sedan utan abbot i nästan 30 år. I januari 1429 förhärjades klostret och kyrkan av en brand varvid alla inventarier och dyrbarheter gick till spillo. Två munkar omkom under släckningen medan klostrets prior Torgils överlevde med svåra skador. Han vigdes nu till klostrets förste abbot efter pesten och efterträddes vid sin död 1434 av Einar Ísleifsson. Einars systerdotter Elín var mor till Jón Arason, som växte upp i en stuga utanför klostret och fick sin skolgång i Munkaþverá. Han kom att bli den siste katolske biskopen i Hólar, och bekämpade den lutherska reformationen med sådan frenesi att han halshöggs 1550. En staty över honom restes 1959 i en minneslund framför den nuvarande kyrkan i Munkaþverá, som byggdes 1844. Det antas att i närheten av denna plats vilar också Sighvat Sturlasson och de av hans söner som stupade i slaget vid Örlygsstad år 1238.

## Historik
Munka Tvärå kloster (isländska Munka þverár klaustr), var en gård vid Þverá nära Eyjafjörður på Islands norra kust. Gården byggdes sannolikt av den svensk-iriske landnamsmannen Helge den magres son Ingjald och innehades av bland annat dennes sonson Viga-Glúm, samt av Einar Ísleifsson och hans ättlingar. 1155 inrättade där biskopen på Hólar, Björn Gilsson, ett benediktinkloster, vars litterära skatter torde ha gått förlorade vid branden 1429. Vid reformationens införande upphävdes klostret 1551. Gården var därefter länge sysslomanssäte.